# Saunda
Saunda é uma vila no distrito de Hazaribag, no estado indiano de Jharkhand.

## Demografia
Segundo o censo de 2001, Saunda tinha uma população de 85 037 habitantes. Os indivíduos do sexo masculino constituem 55% da população e os do sexo feminino 45%. Saunda tem uma taxa de literacia de 63%, superior à média nacional de 59,5%: a literacia no sexo masculino é de 71% e no sexo feminino é de 53%. Em Saunda, 14% da população está abaixo dos 6 anos de idade.